# فرودگاه صحرایی باتلاوا-دونیا پندوها
فرودگاه صحرایی باتلاوا-دونیا پندوها (به انگلیسی: Batlava-Donja Penduha Airfield) (به زبان بومی: Aerodrom Batlava-Dumosh) یک فرودگاه با کد یاتا JBT است که یک باند فرود خاک دارد و طول باند آن ۱۵۰۰ متر است. این فرودگاه در کشور صربستان قرار دارد و در ارتفاع ۶۰۳ متری از سطح دریا واقع شده‌است.